# 萬水千山縱橫
《萬水千山縱橫》，1982年香港無線電視古裝劇《天龍八部之虛竹傳奇》的主題曲，由顧嘉煇負責作、編曲，黃霑填詞，關正傑主唱，旋律激昂，編曲中西合壁，歌詞則圍繞喬峰這悲劇英雄來寫。
歌曲收錄於同年發行的關正傑個人專輯《天龍八部之虛竹傳奇》，並於1983年初躋身第五屆十大中文金曲頒獎音樂會的「十大中文金曲」。

## 樂曲特徵及評價
以D小調寫成。前奏以管弦樂營造氣勢，到主歌（A1）起則出現中樂器（三弦）的撥弦，被指彈出類似於「鬥牛」的節奏；接著三弦退下，改以西洋弦樂為主力；至主歌再現段「曾想痴愛相伴，一路相依往返」，則加入中樂的敲板—樂評人羅鏘鳴形容「像是單騎奔馳在大漠荒野上」。經過多次主副歌反覆後，全曲在混聲合唱團的詠唱中結束；旋律與編曲一貫雄壯到底，有論者批評沒能跟結尾描寫主角悲劇一面的歌詞配合上。
此外，樂評人黃志華認為顧嘉煇運用了頂真的手法，使旋律易於記憶，是他常用的作曲技巧。
而編曲整體而言中西合璧，除了中樂的民族敲擊樂，顧嘉煇還使用了西洋流行音樂的爵士鼓和西洋古典音樂的定音鼓。

## 歌詞特色及評價
歌詞受到普遍好評，被認為有宋詞遺風 。作家陶傑形容《萬水千山縱橫》是黃霑「凝聚了生平功力填出來的」。
風格上，詞評人朱耀偉曾借傳統詩詞理論，即唐代詩評家司空圖《二十四詩品》中「豪放」一品所狀形容此詞。
取材、主題：有論者認為詞人雖然為了遷就雄壯的樂曲，棄《虛竹傳奇》的主角虛竹不寫，但面對情節人物繁多的《天龍八部》，僅僅選取喬峰一人著筆這一方面，仍體現出他為影視主題曲填詞時善於取捨的優點。
此外，填詞人楊熙引用文學評論家陳世驤關於《天龍八部》（原作）的觀點，認為《萬水》跟前一輯《天龍八部之六脈神劍》的主題曲《倆忘煙水裡》一樣，中心思想都是「冤孽與超度」，但《萬水》是主人翁「帶著思念遠走他方」，跟後者以「抽離、釋放」的態度來應對「冤孽」不同。
修辭文體方面：《萬水》屬於黃霑其中一首文言詞代表作，獲讚揚句式工整、詞采斐然，流露深厚的中文根底 。填詞人林夕亦認為選字能「允執中庸」，既不會過於淺薄、陳舊，又不會艱深得令大眾卻步。朱耀偉則稱詞人擅用意象來塑造主角喬峰的英雄形象。黃志華認為人物形象鮮明，筆調有轉折變化。

## 翻唱版本
| 年份 | 翻唱歌手                | 場合/專輯                  |
| ---- | ----------------------- | -------------------------- |
| 1998 | 羅文                    | 現場專輯《情繫佛羅內斯》   |
| 2000 | 葉振棠                  | 《香港煇黃2000演唱會》     |
| 2012 | 張學友                  | 《顧嘉煇大師經典演唱會》   |
| 2015 | 呂方                    | 《顧嘉煇榮休盛典演唱會》   |
| 2015 | 蘇永康                  | 《顧嘉煇榮休盛典演唱會》   |
| 2015 | 葉麗儀                  | 《葉麗儀45年香港情演唱會》 |
| 2015 | 林一峰（ft.香港中樂團） | 《Made In Hong Kong》      |
| 2016 | 呂方                    | 《顧嘉煇金紫荊慈善演唱會》 |
| 2016 | 李龍基                  | 《猛龍過江迎新歲演唱會》   |

## 註腳
1. ↑  即「一個小音群（可以少至一個音）反覆出現於樂句間相接之處」，指主歌部分：mi la ti la so la mi，la mi la so re mi，la re mi re do re la，re la do ti so la